# Praha-Smíchov Na Knížecí

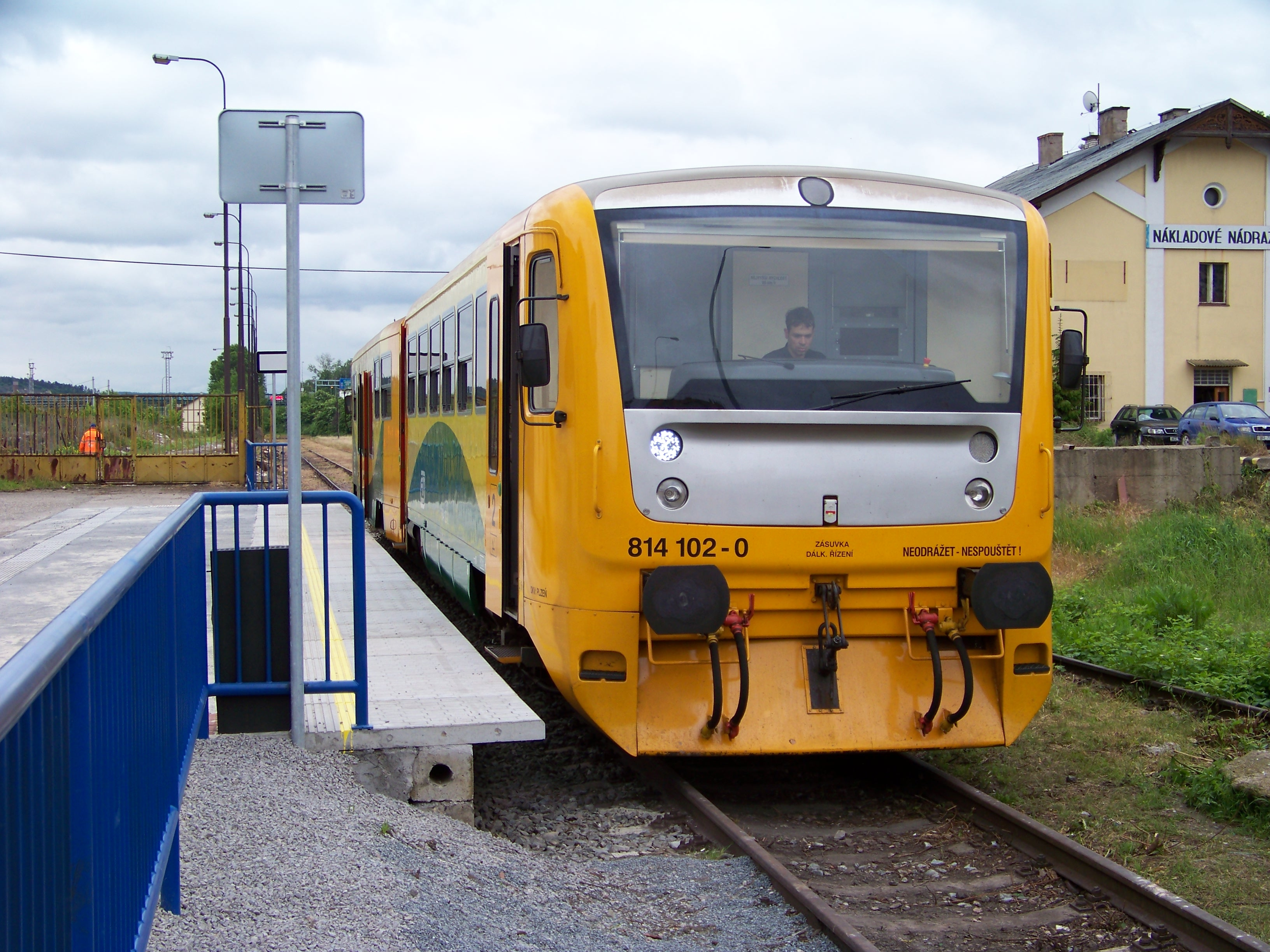
Motorová jednotka 814 stanicuje v hlavové zastávce Praha-Smíchov Na Knížecí

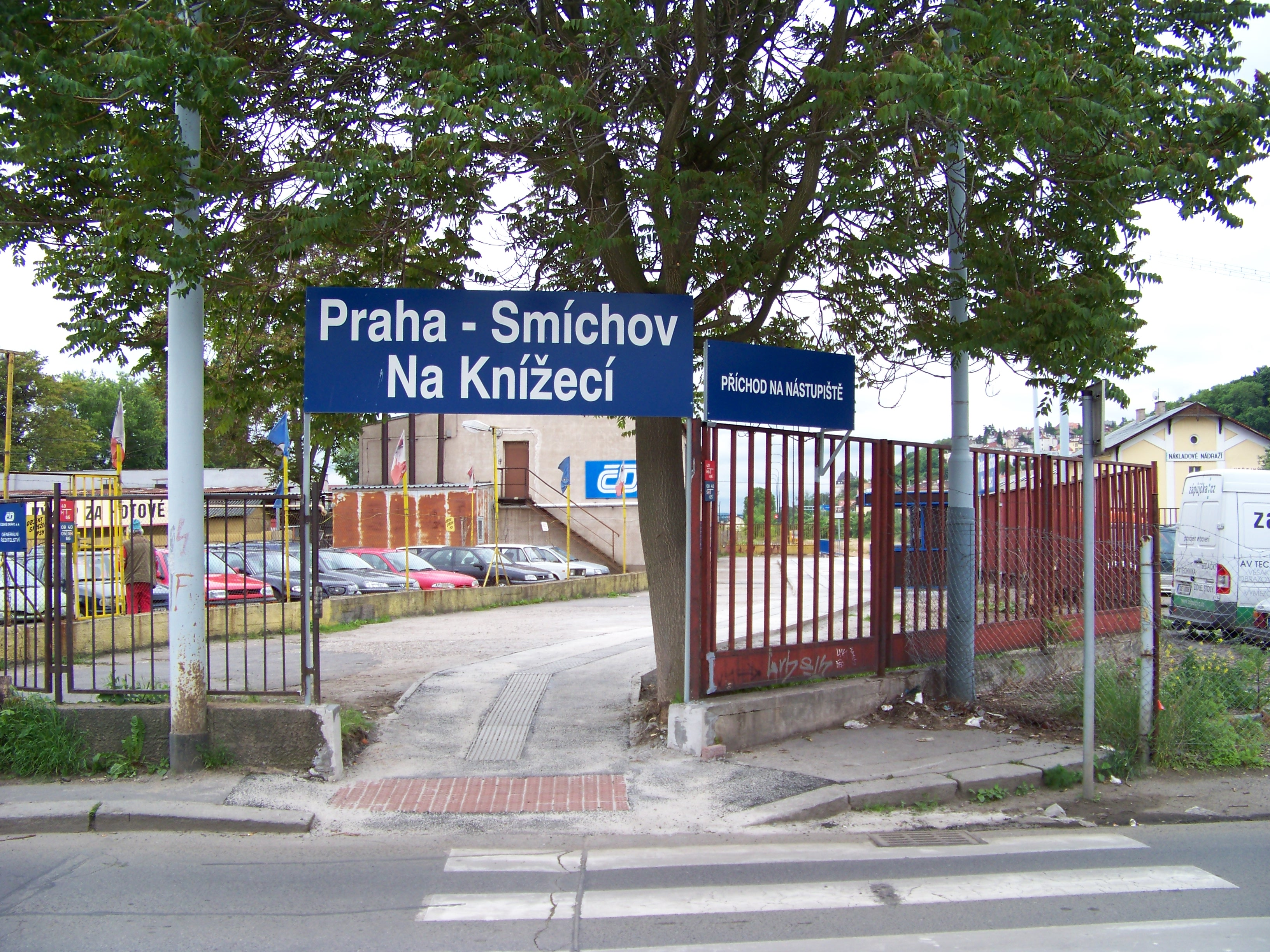
Přístup k zastávce z ulice Za Ženskými domovy

Praha-Smíchov Na Knížecí byla v letech 2010–2016 železniční zastávka v blízkosti autobusového nádraží Na Knížecí a stanice metra Anděl.

## Historie
Zastávka byla zřízena v červnu roku 2010 jako provizorní a sloužila k náhradní vlakové dopravě za vyloučenou tramvajovou trať do  Řep. V období rekonstrukce odjížděly ze zastávky v půlhodinovém taktu na posílenou linku S65 vedoucí po Pražském Semmeringu do nádraží Praha-Zličín. Z důvodu vysoké přepravní poptávky (až 1500 lidí/den) bylo spojení ponecháno i po ukončení výluky tramvajové trati, avšak s redukovaným počtem spojů v taktu přibližně 1 hodina.
K 11. prosinci 2016 byla zastávka uzavřena kvůli plánovanému prodeji pozemků kyperské realitní skupině SGR Holdings podnikatele Luďka Sekyry, linka S65 byla odkloněna na stanici Praha-Smíchov severní nástupiště, kam přijížděly vlaky od stanice Praha-Zličín i v minulosti. Odtud pak všechny vlaky pokračovaly do stanice Praha hlavní nádraží.

## Poloha
Zastávka ležela v areálu bývalého nákladového nádraží Na Knížecí a přístup k ní byl zřízen průchodem z ulice Za Ženskými domovy. Délka nástupiště odpovídala motorové jednotce 814 (Regionova). Nyní (2020) zde probíhá 1. etapa výstavby nové čtvrti Smíchov City. 